# Christer Eklund
Christer Eklund, född 18 juli 1944 i Motala, är en svensk radioman, musikproducent och saxofonist.
Efter studentexamen vid Adolf Fredriks musikgymnasium studerade Eklund i USA vid Wesleyan University 1963-1964 och sedan språk (fil. kand) och ekonomi vid Handelshögskolan i Stockholm. Under studieåren spelade han med band som Grapes of Wrath och Slims Blues Gang, med musiker som Jojje Wadenius, Janne Schaffer, Ola Brunkert, Slim Notini och Rolf Wikström. 1971 anställdes han vid Sveriges Radio (SR) och var under 1971-1980 producent för programmet Tonkraft. Därefter var han chef för Radiounderhållningen, för SR Västernorrland, och slutligen för Musikradion i P2 (1998–2004). Sitt yrkesliv på SR avslutade han med att vara jazzproducent till och med 2009. Sedan 2011 är han styrelseledamot i Riksförbundet Svensk Jazz.
Under flera år på 1970-talet spelade Eklund med Jukka Tolonen Band och deltog vid många skivinspelningar, bland annat med Abba (Waterloo), Pugh Rogefeldt, Peps Persson och Eddie Boyd. Under första hälften av 1980-talet spelade han med Rolf Wikströms Bluesband.

## Diskografi (i urval)
- 1969 – Tell me the reason, Grapes of Wrath
- 1970 – The Blues ain't strange, Slims Blues Gang
- 1971 – Swinging the Louis Armstrong Songbook, Swing Society
- 1972 – Ain't it grand, Eric Bibb
- 1973 – Pugh on the rocks, Pugh Rogefeldt
- 1974 - Runeson Runeson
- 1974 – Jazz Meeting, Ted Curson och Lee Schipper
- 1974 – Legacy of the blues, Eddie Boyd
- 1974 – Sweet little Rock'n Roller, Jerry Williams
- 1974 – Waterloo, Abba
- 1974 – Mitt Ansikte, Marie Bergman
- 1974 – Shout, Kisa Magnusson
- 1974 – Blodsband, Peps Blodsband
- 1975 – Blues på svenska, Peps Persson och Slim Notini
- 1975 – Om Bobbo Viking, Magnus Uggla
- 1976 – Hjärtslag, Rolf Wikström
- 1977 – Passenger to Paramaribo, Jukka Tolonen
- 1978 – Montreux Boogie, Jukka Tolonen Band
- 1979 – JTB, Jukka Tolonen Band
- 1979 – Den åttonde dagen, Rolf Wikström
- 1980 – Känns det igen, Rolf Wikström
- 1982 – Magaza Stomp, Rolf Wikström
- 1983 – Bluesman, Rolf Wikström
- 1984 – Bortom gränsernas hav, Björn Holm
- 1989 – Airborne, Coste Apetrea